# Saint-Vincent-sur-l’Isle
Saint-Vincent-sur-l’Isle (okzitanisch: Sent Vincenç d’Eila) ist eine französische Gemeinde mit 309 Einwohnern (Stand: 1. Januar 2022) im Norden des Départements Dordogne in der Region Nouvelle-Aquitaine (vor 2016: Aquitanien). Die Gemeinde gehört zum Arrondissement Nontron und zum Kanton Isle-Loue-Auvézère. Die Einwohner werden Saint Vincentais genannt.

## Geographie
Saint-Vincent-sur-l’Isle liegt etwa 15 Kilometer ostnordöstlich von Périgueux an der Isle. Umgeben wird Saint-Vincent-sur-l’Isle von den Nachbargemeinden Savignac-les-Églises im Norden und Nordosten, Cubjac-Auvézère-Val d’Ans im Osten, Bassillac et Auberoche im Süden sowie Sarliac-sur-l’Isle im Westen.

## Bevölkerungsentwicklung
| 1962                       | 1968 | 1975 | 1982 | 1990 | 1999 | 2006 | 2018 |
| -------------------------- | ---- | ---- | ---- | ---- | ---- | ---- | ---- |
| 161                        | 155  | 142  | 152  | 204  | 191  | 236  | 307  |
| Quellen: Cassini und INSEE |      |      |      |      |      |      |      |

## Sehenswürdigkeiten
- Kirche Saint-Vincent aus dem 12. Jahrhundert
- Schloss Bosvieux, Anfang des 20. Jahrhunderts erbaut
- Brücke über den Isle

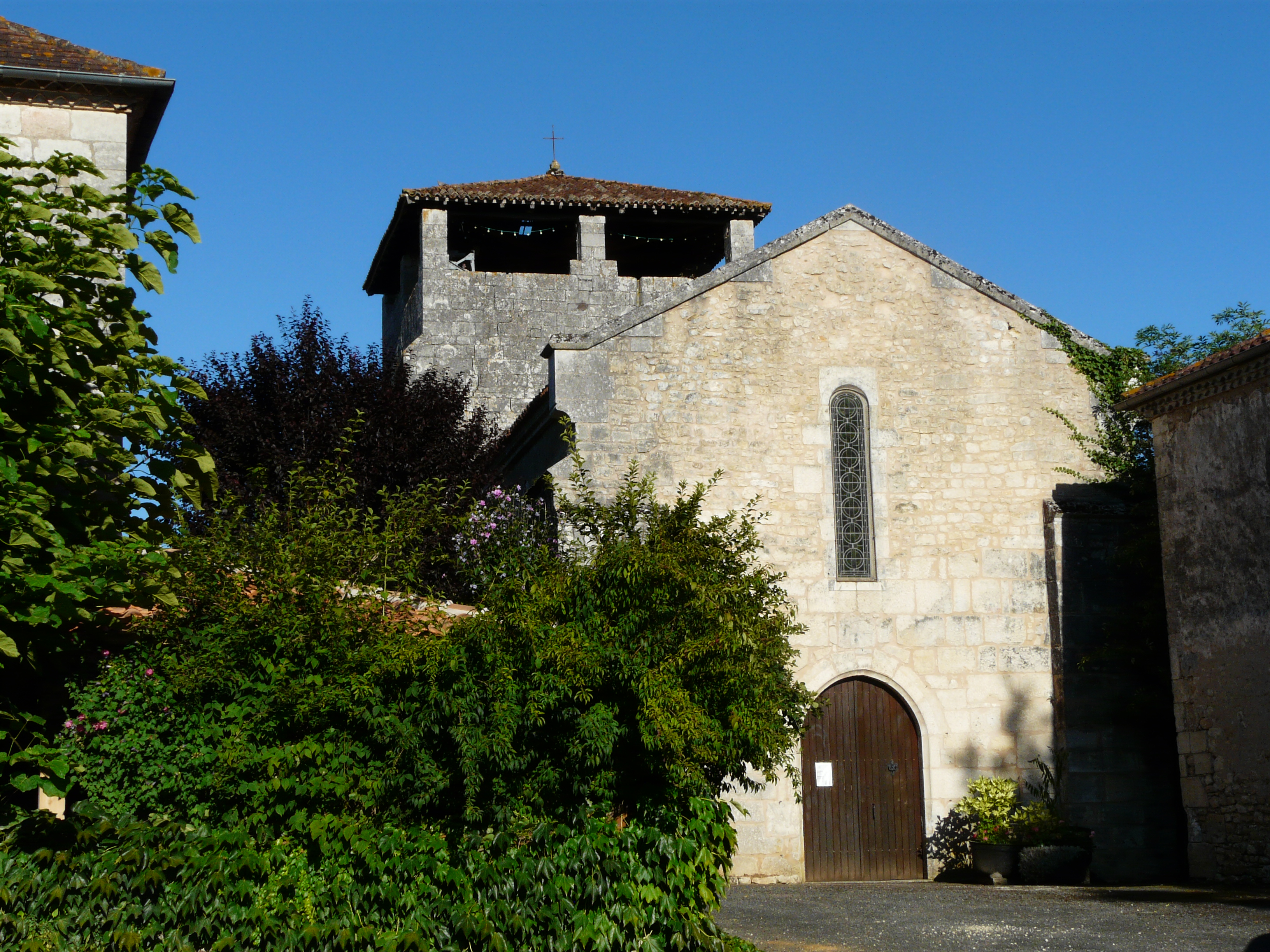
Kirche Saint-Vincent
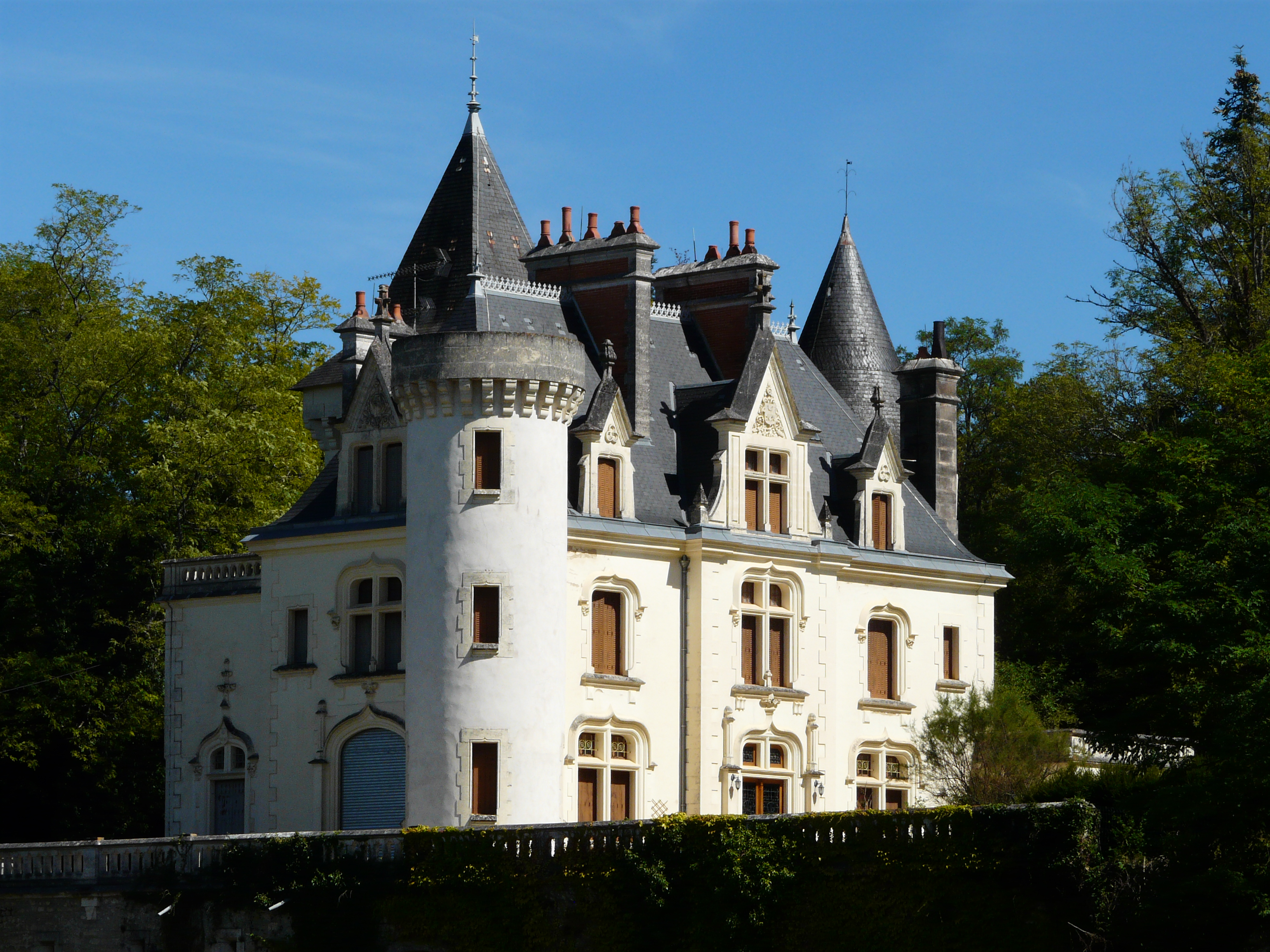
Schloss Bosvieux